# Befolkningstæthed
Befolkningstætheden udtrykkes som antal personer pr. km². Normalt udtrykkes disse enten for administrative enheder (sogn, kommune, herred, amt, stat) eller for et vel afgrænset område (fx en ø).

## Bestemmende forhold
Befolkningstætheden afspejler altid i nogen grad erhvervsmulighederne for det pågældende sted. Udnyttelse af tidligere uudnyttede næringsmuligheder eller ændringer i disse vil tillige medføre ændringer i befolkningens fordeling. I ældre tid (inden bilismen og industrialiseringen slog igennem) afspejlede befolkningstætheden fortrinsvis landbrugets forhold (jorder med gode jordbundsforhold havde en større tæthed), idet kystegne med gode muligheder for fiskeri og/eller søfart tillige skilte sig ud. Selv efter bilismens gennembrud er der en vis sammenhæng, idet man nu blot må tilføje landskabelig skønhed, skatteforhold, politiske forhold, tilgængelighed ved samfærdselsmidler og byplanlægning som supplerende forhold, der i større eller mindre grad influerer på bosætningsfordelingen.

## Fordele og ulemper
Anvendelsen af befolkningstæthed som udtryk for befolkningens fordeling rummer visse fordele: dels kan man (formelt) sammenholde to vilkårligt valgte steder og tider og derved danne sig indtryk af større eller mindre befolkningstæthed; man kan sige, at som mål for befolkningens fordeling er befolkningstæthed anvendelig uberoende af tid og sted.
På den anden side er der også visse problemer ved fastlæggelsen af befolkningstætheder. Da befolkningstætheden i almindelighed vil være uens fra sted til sted, bliver afgrænsningen af det område, hvis befolkningstæthed udtrykkes, at største betydning. Således kan en stationsby eller anden bymæssig bebyggelse (der jo tidligere ikke udgjorde en administrativt afgrænset enhed) påvirke den gennemsnitlige befolkningstæthed for det sogn eller den kommune, den ligger i. På tilsvarende måde kunne i ældre til størrelsen af en købstads landdistrikt (det vil sige ikke-bymæssigt bebyggede del af købstadskommunens område) også påvirke den gennemsnitlige befolkningstæthed. Desuden kunne afgrænsningen af det administrative område, hvis befolkningstæthed beregnes, yde indflydelse på udfaldet: måske ville en flytning af områdets afgrænsning i den ene eller anden retning påvirke udfaldet. Dertil kommer spørgsmålet om de inden for et område beliggende ubeboelige dele (søer, skove og lignende) – for slet ikke at tale om et tilhørende havområde – med rimelighed kan og bør medregnes.
Da det – som oven for er fremgået – ikke er alt land, der reelt er beboeligt, og da befolkningstætheden i bymæssige bebyggelser er langt større end i de landlige områder, kan disse gennemsnit være noget, ja meget, vildledende. Eksempelvis var den gennemsnitlige befolkningstæthed på Sjælland i 1955 241,3 indbyggere pr. km², hvilket kan sammenlignes med 66,4 indbyggere pr. km² i Jylland, 116,3 indbyggere pr. km² på Fyn med omliggende øer, 74,5 indbyggere pr. km² på Lolland-Falster og 82,8 indbyggere pr. km² på Bornholm. Udskilles imidlertid hovedstadsområdet (3.428 indbyggere pr. km²) bliver den gennemsnitlige befolkningstæthed for resten af Sjælland 92,7 indbyggere pr. km² eller omtrent af samme størrelse som resten af landet.

## Problemer med klasseafgrænsningen
Det andet grundlæggende problem ved sammenligninger af forskellige steders befolkningstætheder er naturligvis sammenfatningen af befolkningstætheder i grupper eller klasser: i princippet vil man kunne finde næsten glidende skalaer for befolkningstætheder, hvorfor det er afgørende at opstille klasseafgrænsninger, der afspejler vigtige skillelinjer med hensyn til befolkningstætheden. Man må her regne med, at det især er i den lavere ende af skalaen, at det kan være af værdi at foretage klasseafgrænsninger, mens det i den høje ende af skalaen er af mindre betydning. Dertil kommer et tidsmæssigt problem: de skillelinjer, som på et givet tidspunkt måtte tegne sig, kan senere vise sig at have flyttet sig som følge af den almindelige befolkningsudvikling for det samlede område.